# Premi Nobel de Química

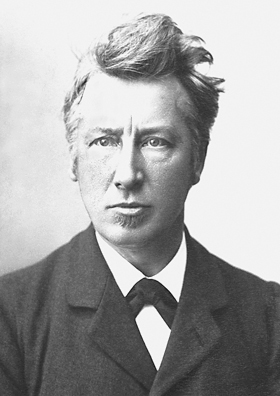
Jacobus van 't Hoff, primer guardonat amb el Premi Nobel de Química l'any 1901.

El Premi Nobel de Química (en suec: Nobelpriset i kemi) és un dels Premis Nobel que s'atorguen anualment d'ençà del 1901 i és el premi més prestigiós que s'atorga en l'apartat de química. El guanyador el decideix la Reial Acadèmia Sueca de Ciències, és entregat a Estocolm (Suècia) el 10 de desembre de cada any i té una dotació de 10 milions de corones sueques (aproximadament un milió d'euros).
A dos guanyadors del Premi Nobel de Química —els alemanys Richard Kuhn (1938) i Adolf Butenandt (1939)— no se'ls va permetre acceptar el premi per part del seu govern, de tal manera que van obtenir posteriorment la medalla i el diploma pertinents, però no els diners. Frederick Sanger és l'únic guardonat que ha aconseguit guanyar-lo en dues ocasions, els anys 1958 i 1980. De la mateixa manera, Marie Curie fou guardonada amb el Premi Nobel de Química el 1911, havent rebut el Premi Nobel de Física el 1903; i Linus Carl Pauling fou guardonat amb el Premi Nobel de Química el 1954 i amb el Premi Nobel de la Pau el 1962.
El premi ha estat declarat desert en vuit ocasions i al llarg de la seva història l'han guanyat quatre dones: Marie Curie (1911), Irène Joliot-Curie (1935), Dorothy Crowfoot Hodgkin (1964) i Ada Yonath (2009).